# Zen Bei Butoku Kai

Zen Bei Butoku Kai

Chronologie des Gründers Richard Kim (Shorinji Ryu)

Der Zen Bei Butoku Kai ist ein im Jahre 1959 in San Francisco, Kalifornien, gegründeter US-amerikanischer Kampfkunstverband zur Förderung der Kampfkunst des Shorinji ryu (Karate, Kobudo, Tai Chi) des Stilbegründers Großmeister Richard Kim (* 1917; † 2001), Hanshi, 10. Dan.
Der Zen Bei Butoku Kai ist Mitglied im internationalen Verband Kokusai Butokukai.

## Verbandszweck
Der Zweck des Verbandes ist die nationale Förderung der traditionellen Kampfkunst Shorinji ryu, bestehend aus dem Karate Do, Okinawa Kobudo, Tai Chi, sowie Chi Kung.

## Namensbedeutung
Zen Bei (全米 Nordamerikanischer); Butokukai (武徳会 Kampfkunstverband)
- Bu (武 Krieger, Waffen)
- Toku (徳 Tugend, Moral)
- Kai (会 Verband)

## Geschichte
Der Name Butokukai geht zurück auf die Dai Nippon Butokukai (DNBK) die 1895 in Kyōto, Japan mit offizieller Zustimmung des Kaiserhauses gegründet wurde. Großmeister Richard Kim wurde im Jahr 1939 Mitglied der DNBK. Nach dem Zweiten Weltkrieg wurde die DNBK auf Drängen der Alliierten aufgelöst, da die Nähe zum paramilitärischen und ultranationalistischen Black Dragon Society (Armur-Bund), kein Wohlwollen fand.
Nach der Unterzeichnung des Friedensvertrages zwischen den Vereinigten Staaten und Japan wurde die DNBK als private Budo-Organisation im Jahre 1953 unter dem Vorsitz von Ōno Kumao wiederbelebt. Als enger Freund von Ōno Kumao wurde Richard Kim gebeten, die DNBK außerhalb Japans zu vertreten. Dies war 1959 in San Francisco die Grundsteinlegung für die Zen Bei Butoku Kai (North American Martial Arts Association). Nach 60 Jahren verließ Großmeister Richard Kim 1999 die DNBK aufgrund von innenpolitischen Differenzen.
Nach dem Tod von Richard Kim im Jahre 2001 wurde der Zen Bei Butoku Kai durch seine Senior-Schüler weiter fortgeführt.
Im Jahre 2007 gründeten Brian Ricci und Frank Gaviola ihren eigenen Verband, den Zen Bei Butoku-Kai International und beendeten die Beziehungen zum internationalen Verband Kokusai Butokukai (ehemals Butokukai International).
Der Zen Bei Butoku Kai (gegründet 1959) mit Sitz in Kalifornien, wird weiterhin durch Rod Sanford (Technischer Direktor), Robert Leong (Ehrenpräsident) und Louis Jemison (Präsident) geführt.
Die Änderung des Logo im Jahre 2006 wurde notwendig, um sich klar von der DNBK zu unterscheiden.